# 関谷夏希
関谷 夏希（せきや なつき、1997年5月17日 - ）は、日本の陸上競技選手、長距離走。世界大学クロスカントリー選手権団体金メダリスト。

## 略歴
2013年、市立船橋高校入学。全国高校女子駅伝には、高校1年時は日体大柏が千葉県予選で優勝し市立船橋は県予選敗退。高校2・3年時に同全国駅伝大会に出場し、それぞれエース区間の1区6kmを走った。チームはそれぞれ総合11位・9位だった。高校からの県下のライバルに1学年下の加世田梨花（成田高、名城大、ダイハツ）がいる。他に同学年に岡本春美（常磐高、ヤマダホールディングス）、髙松望ムセンビ（大阪薫英女学院、米国ナイキ・オレゴン・プロジェクト）、1学年下に柴田佑希（北九州市立高、ダイハツ）、2学年下に田中希実（西脇工、豊田自動織機TC）、和田有菜（長野東高、名城大）、髙松智美ムセンビ（大阪薫英女学院、名城大）らがいる。
2016年、大東文化大学入学。同年代のライバルには佐藤成葉（立命大）、五島莉乃（中央大）、棟久由貴（東農大）、上田雪菜（筑波大）、高谷愛奈（大阪学院大）らがいた。2018年4月7日の大学3年時、世界大学クロスカントリー選手権団体では、加世田梨花、五島莉乃、棟久由貴らとともに団体金メダル獲得。同2018年12月8日、10000mで日本学生歴代4位の31:50:17をマークした（その後加世田梨花、鈴木優花、小林成美に抜かれ、2021年現在は歴代7位。10000メートル競走#日本学生歴代10傑参照）。
2019年の大学4年時に主将に就任。全日本大学女子駅伝や富士山女子駅伝の最長区間で共に区間賞を獲得。大東文化大のチームメイトには鈴木優花・吉村玲美らがいたものの、加世田梨花・和田有菜・髙松智美ムセンビ・小林成美らを擁する名城大学に優勝を奪われることが多く、幾度も準優勝に終わっている。
2020年3月に大東文化大卒業後は同大学院に進学し、2020東京オリンピックを目指していた。同2020年の院生1年時、全日本大学女子駅伝に5年連続で最長区間9.2kmの5区を走り、加世田梨花のマークした区間新記録29:14に次ぎ区間2位29:47のタイムだった。さらに、富士山女子駅伝では6区6kmを19:35で走り区間新記録をマークしたが、名城大1年増渕祐香（錦城学園出身）が関谷を4秒上回り従来記録を7秒上回る19:31をマークし、ここでも区間2位だった。翌2021年の全日本大学女子駅伝大会では関谷の登録はなかった。

## 主な記録
| 年     | 大会                           | 種目    | 順位     | 備考             |
| ------ | ------------------------------ | ------- | -------- | ---------------- |
| 2016年 | 日本インカレ                   | 5000m   | 8位      |                  |
|        | 全日本大学女子駅伝             | 5区     | 区間3位  | 大東文化大5位    |
|        | 富士山女子駅伝                 | 2区     | 区間2位  | 大東文化大7位    |
| 2017年 | 都道府県対抗女子駅伝           | 5区     | 区間3位  | 千葉県3位        |
|        | 第29回夏季ユニバーシアード     | 5000m   | 14位     |                  |
|        | 第29回夏季ユニバーシアード     | 10000m  | 12位     |                  |
|        | 日本インカレ                   | 5000m   | 8位      |                  |
|        | 全日本大学女子駅伝             | 5区     | 区間賞   | 大東文化大2位    |
|        | 富士山女子駅伝                 | 5区     | 区間賞   | 大東文化大4位    |
| 2018年 | 世界大学クロスカントリー選手権 | 9km     | 5位      | 日本団体金メダル |
|        | 全日本大学女子駅伝             | 5区     | 区間賞   | 大東文化大2位    |
|        | 実業団記録会                   | 10000ｍ | 学歴4位  | 31分50秒17       |
|        | 富士山女子駅伝                 | 5区     | 区間賞   | 大東文化大2位    |
| 2019年 | 第30回夏季ユニバーシアード     | 10000m  | 銅メダル |                  |
|        | 全日本大学女子駅伝             | 5区     | 区間2位  | 大東文化大2位    |
|        | 富士山女子駅伝                 | 5区     | 区間2位  | 大東文化大2位    |
| 2020年 | 全日本大学女子駅伝             | 5区     | 区間2位  | 大東文化大2位    |
|        | 富士山女子駅伝                 | 5区     | 区間2位  | 大東文化大2位    |